# 卡萬戈蘭
卡萬戈蘭（英語：Kavangoland）是位於西南非洲（今納米比亞）的班圖斯坦，於1970年由種族隔離政府設立，1973年獲得自治。卡萬戈蘭位於西南非洲東北部，與安哥拉和波札那接壤。1989年5月，卡萬戈蘭與西南非洲其他班圖斯坦被撤銷。